# Vineyard Haven
Vineyard Haven è un census-designated place (CDP) degli Stati Uniti d'America, situato nello stato del Massachusetts, nella contea di Dukes.